# Constant Fornerod

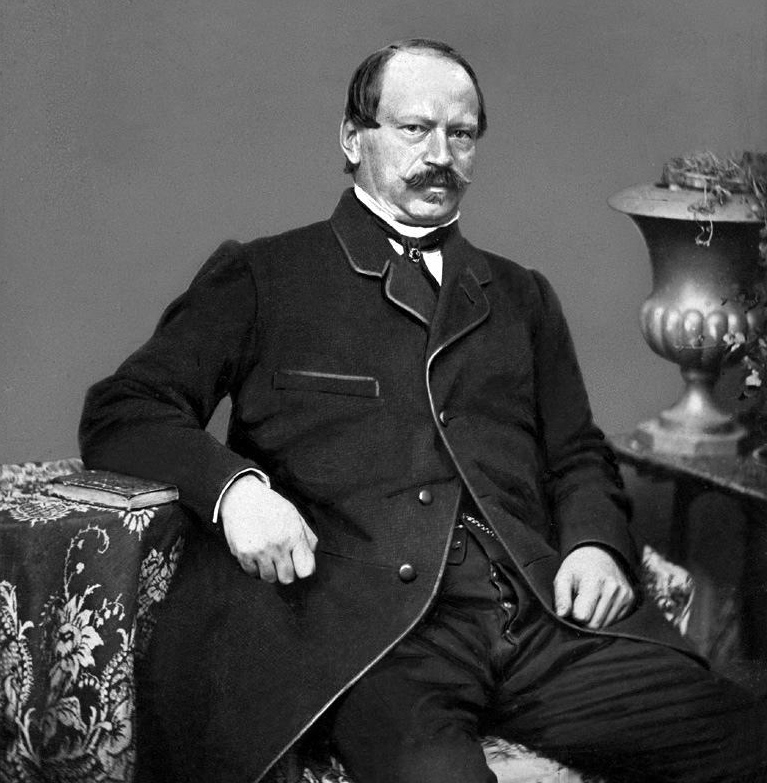
Constant Fornerod (1880)

Constant Fornerod (* 30. Mai 1819 in Avenches; † 27. November 1899 in Bettens; heimatberechtigt in Avenches) war ein Schweizer Rechtswissenschaftler und Politiker. Im Kanton Waadt gehörte er sowohl dem Grossen Rat als auch dem Staatsrat an. Ab 1853 sass er im Ständerat und war 1855 Ständeratspräsident. Ebenfalls 1855 wurde er als Vertreter der radikalen Fraktion (der heutigen FDP) in den Bundesrat gewählt. Er gehörte diesem bis 1867 an und stand vier verschiedenen Departementen vor. Nach seinem Rücktritt leitete er ein Finanzinstitut und musste wegen dessen Bankrotts eine mehrjährige Gefängnisstrafe verbüssen.

## Biografie

### Studium
Er war der Sohn von Emmanuel-Rodolphe Constant und von Susanne Barbey. Die Constants gehörten der ländlichen Oberschicht an, der Vater war Friedensrichter von Avenches. Constant Fornerod studierte ab 1835 Rechtswissenschaft und Philosophie an der Akademie in Lausanne. Dort war er zunächst Präsident der Société d’Étudiants de Belles-Lettres, trat dann aber 1836 zum Schweizerischen Zofingerverein über, wie es damals bei Rechtsstudenten üblich war. Weitere Studiengänge absolvierte er an der Eberhard-Karls-Universität in Tübingen und an der Ruprecht-Karls-Universität in Heidelberg, seine Ausbildung vervollständigte er in Paris. Anschliessend war er als Rechtsanwalt und als Dozent für römisches Recht an der Lausanner Akademie tätig.

### Kantons- und Bundespolitik
Fornerods politische Karriere begann 1845, nachdem die Radikaldemokraten im Kanton Waadt die Macht übernommen und eine neue liberale Verfassung eingeführt hatten. Protegiert von Henri Druey, wurde er zum Vertreter des Kreises Avenches im Grand Conseil, dem Waadtländer Kantonsparlament, gewählt, dem er bis 1855 angehörte. Ebenfalls 1845 wählte ihn der Grosse Rat zum Staatsschreiber. Als Nachfolger Drueys stieg er 1848 zum Mitglied des Staatsrates auf (Exekutiv- und Legislativämter schlossen sich damals nicht gegenseitig aus). In dieser Position leitete Fornerod das kantonale Justiz- und Polizeidepartement. 1853 bestimmte ihn der Grosse Rat zu einem der beiden Vertreter der Waadt im Ständerat. 1855 amtierte er als Ständeratspräsident.
Nach Drueys überraschendem Tod beanspruchte die Waadt als grösster Kanton der Romandie weiterhin einen Sitz im Bundesrat. Da Louis-Henri Delarageaz kein Interesse zeigte, rückten zunächst François Briatte und Louis Blanchenay in den Fokus. Obwohl die Waadtländer Radikalen Bedenken hatten, kandidierte der erst 36-jährige Fornerod ebenfalls. Besonders Jonas Furrer setzte sich für ihn ein, während Alfred Escher deutliche Vorbehalte hatte, da er im Ständerat das bereits vom Nationalrat angenommene Projekt einer nationalen Universität zu Fall gebracht hatte. Bei der Ersatzwahl am 11. Juli 1855 wurde Fornerod von der Bundesversammlung zum Nachfolger Drueys gewählt. Dabei erhielt er im dritten Wahlgang 84 von 148 abgegebenen Stimmen; 60 Stimmen entfielen auf Briatte, 5 Stimmen auf weitere Personen.

### Bundesrat
Fornerod trat sein Amt am Tag der Wahl an und übernahm die Leitung des Handels- und Zolldepartements. Er war auch gleich zum Vizepräsidenten gewählt worden. Aus diesem Grund war er bereits in seinem zweiten Amtsjahr 1856/57 Bundespräsident und stand, gemäss damaligem Brauch, vorübergehend dem Politischen Departement (Aussenministerium) vor. Seine erste Präsidentschaft war geprägt vom Neuenburgerhandel und vom Umzug der Bundesverwaltung ins neu erbaute Bundeshaus. Fornerod war damals noch ledig und hatte eine Beziehung mit der 17 Jahre jüngeren Sophie Leuzinger. Ihr gemeinsames Kind kam kurz vor Jahresende zur Welt, und das Paar heiratete heimlich im März 1858. Die Liebesaffäre wurde erst viele Jahre später publik und hätte damals, wenn bekannt, für einen grossen Skandal gesorgt.
1858 kehrte Fornerod ins Handels- und Zolldepartement zurück, danach leitete er von 1859 bis 1861 das Finanzdepartement. 1860 gestattete er die Verwendung französischer und sardischer Goldmünzen zu ihrem Nennwert in der Schweiz; diese Massnahme nahm die fünf Jahre später eingeführte Lateinische Münzunion vorweg. Während des Savoyerhandels stellte sich Fornerod auf die Seite von Jakob Stämpfli und befürwortete eine militärische Intervention in Hochsavoyen, war damit aber im Bundesratskollegium in der Minderheit. 1862 vertrat er Bundespräsident Stämpfli im Militärdepartement, obwohl er sein ganzes Leben lang keinen Militärdienst geleistet hatte. Als Gegenleistung sorgten Stämpflis Anhänger dafür, dass Fornerod für das Jahr 1863 erneut das Amt des Bundespräsidenten übernehmen konnte.
Nach Stämpflis überraschendem Rücktritt setzte sich Fornerod 1863 im prestigeträchtigen Militärdepartement fest. 1864 bot er im Zuge der kriegerischen Auseinandersetzungen des Risorgimento Truppen auf, um die Grenze zu Italien zu schützen. Die Armee führte flächendeckend das Hinterladergewehr ein und wertete die Artillerie auf, ebenso konnte 1866 die Kaserne Thun vollendet werden. 1867 amtierte Fornerod ein drittes Mal als Bundespräsident. Überraschend gab er am 2. Oktober 1867 seinen Rücktritt per 1. November bekannt und nannte Amtsmüdigkeit als Grund.

### Nach dem Rücktritt
Bald nach seinem überhasteten Rücktritt erfuhr die Öffentlichkeit den wahren Grund. Fornerod hatte die Direktion des Finanzinstituts Crédit Franco-Suisse in Genf übernommen, das wenig später nach Paris zog. Bereits 1863 hatte es Gerüchte gegeben, dass er bei der Gründung der von Stämpfli initiierten Eidgenössischen Bank involviert gewesen sei. Allgemein empfand die Presse seinen Einstieg ins lukrative Bankgeschäft als unanständig. Nach dem Deutsch-Französischen Krieg geriet die Crédit Franco-Suisse in finanzielle Schwierigkeiten und musste Insolvenz anmelden. Fornerod wurde am 27. Juni 1873 verhaftet und kam in Untersuchungshaft. Am 22. Januar 1874 verurteilte ihn ein Gericht als verantwortlichen Direktor zu drei Jahren Gefängnis und zu einer Busse von 2000 Francs. Nach seiner vorzeitigen Entlassung am 6. September 1875 kehrte er in die Schweiz zurück.
Fornerods Ruf war vollständig ruiniert, die politische Elite der Schweiz ächtete und mied ihn. Der ehemalige Bundesrat Paul Cérésole, mittlerweile Direktor der Jura-Simplon-Bahn, zeigte Mitgefühl und vermittelte ihm eine Arbeitsstelle als einfacher Angestellter der Bahngesellschaft. Sein Bruder Justin, Pfarrer im Ruhestand, nahm ihn später auf. Als dieser verstarb, lebte Fornerod als Pensionär auf einem Bauernhof in Bettens, wo er im Alter von 80 Jahren vereinsamt starb.